# Hummelsbroich
Hummelsbroich ist ein Ortsteil im Stadtteil Frankenforst von Bergisch Gladbach.

## Geschichte

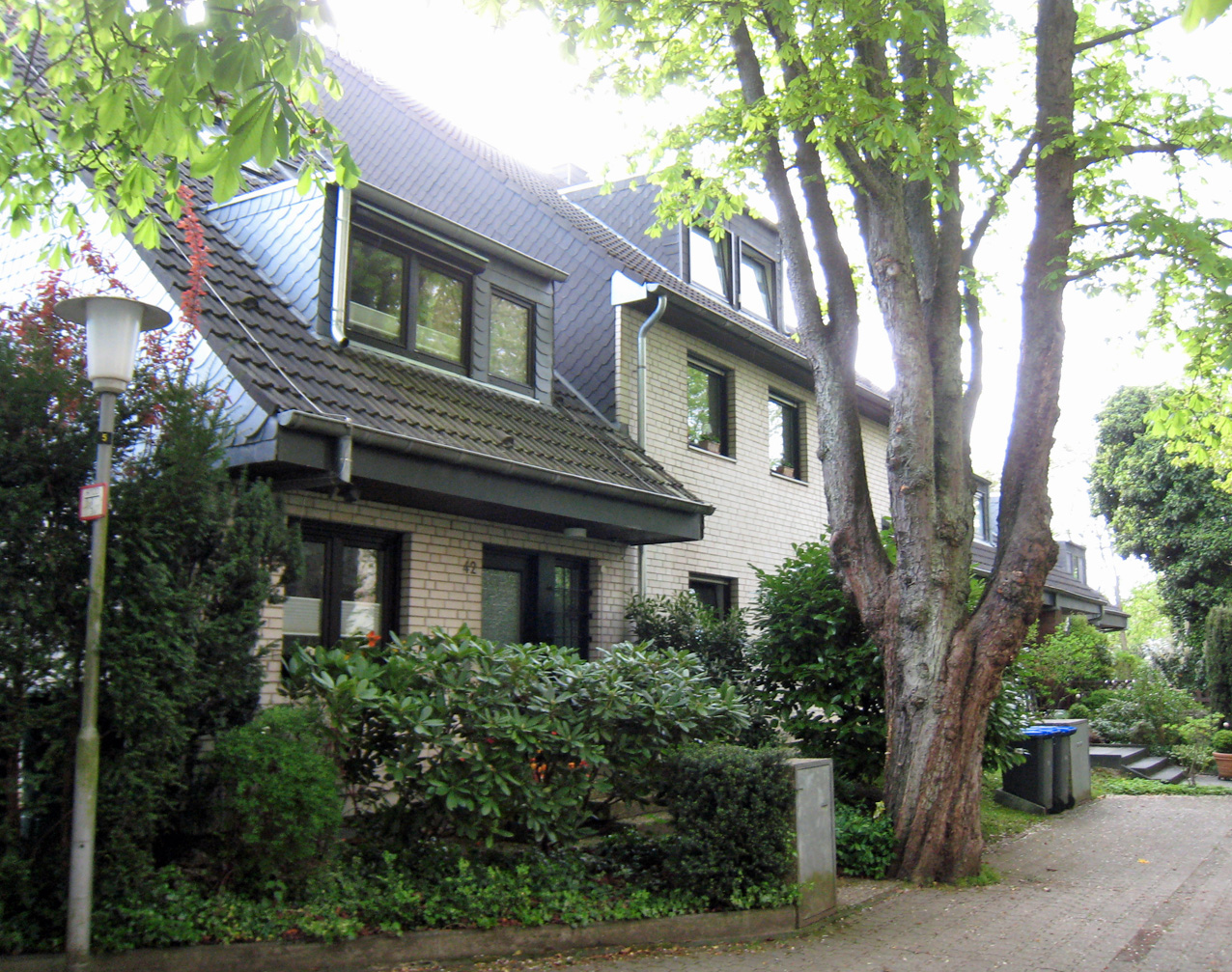
Hummelsbroich 2015

Der Name Hummelsbroich überliefert die alte Gewannenbezeichnung Im Hummelsbroich, die im Urkataster südlich der heutigen Frankenforster Straße in der Gemeinde Bensberg-Honschaft verzeichnet ist. Die gleichnamige Hofstelle ist für Jahr 1348 in der Form Hummelsbruch urkundlich belegt. Sie ging im gleichen Jahr in das Eigentum des Klosters Meer über, als der Edelherr Friedrich von Merheim und seine Frau Maria das geerbte Hofgut verkauften. In der Folge ist 1519 nur noch von Wiesen im Hummelsbroich die Rede, die „das kleine und große Homelsbroich“ genannt werden.

## Wald-Café Hummelsbroich
Bis 1978 stand dicht an der Brüderstraße das Wald-Café Haus Hummelsbroich. Es war ein beliebtes Ausflugsziel, weil man von hier aus schon nach wenigen Metern Fußweg in den Königsforst gelangen konnte.